# Aleksander Karczyński
Aleksander Karczyński (ur. 20 lutego 1882 w Pelplinie, zm. 23 grudnia 1973 tamże) – polski organista, dyrygent i kompozytor, który całe swe twórcze życie spędził w USA.
Był synem Ignacego – pelplińskiego zegarmistrza, a zarazem organisty w pobliskiej Nowej Cerkwi. Wśród jego licznego rodzeństwa (Aleksander był szóstym z jedenaściorga rodzeństwa) było trzech księży – w tym Sługa Boży Cyryl Karczyński – i dwie zakonnice.
A. Karczyński był uczniem pelplińskiego Collegium Marianum, a następnie gimnazjum w Chełmnie, gdzie wstąpił w szeregi Filomatów Pomorskich i został za to skazany w procesie toruńskim we wrześniu 1901 r. na tydzień więzienia. Później studiował w Królewskiej Akademii Muzycznej w Monachium, kończąc tę uczelnię w roku 1905.
Od 1907 roku przebywał w USA. Był tam organistą kościołów chicagowskich (św. Apostołów Piotra i Pawła, a następnie św. Młodzianków), a także brał czynny udział w życiu amerykańskiej Polonii, nie tylko jako muzyk (od 1927 roku był generalnym dyrygentem Związku Śpiewaków Polskich w Ameryce). Był współzałożycielem i sekretarzem polskiego Towarzystwa Naukowego im. św. Jadwigi. Redagował wydawany przez nie Polish-American Review (Przegląd Polsko-Amerykański) oraz miesięcznik „Lutnia”. Był członkiem Zarządu Towarzystwa Literatów i Dziennikarzy Polskich w Ameryce. Wykładał śpiew i literaturę polską w chicagowskich kolegiach (Sacred Heart College i St. Ignatius College).
W 1966 A. Karczyński przeszedł na emeryturę i wrócił do rodzinnego Pelplina, gdzie po śmierci został pochowany obok swych braci-księży.
Aleksander Karczyński jest kompozytorem między innymi trzyczęściowej Sonaty organowej b-moll op. 38, będącej jednym z przykładów polskiej późnoromantycznej muzyki organowej.